# マイトネリウム
マイトネリウム（英: Meitnerium）は、元素記号Mt、原子番号109の元素である。放射性が非常に高い人工元素で、最も安定な同位体であるマイトネリウム278の半減期は4.5秒である。ただし、存在が未確定のマイトネリウム282は、67秒というより長い半減期を持つ可能性がある。1982年にドイツ・ダルムシュタットの重イオン研究所(GSI)で初めて合成され、リーゼ・マイトナーの名前に因んで命名された。
周期表上では、dブロック元素である。また第7周期元素、第9族元素であるが、同じく第9族であるイリジウムの同族元素として振る舞うことを確認する化学実験は未だ行われていない。計算では、同族でより軽いコバルト、ロジウム、イリジウムと似た性質を持つとされる。

## 導入

核融合反応の図示。2つの原子核が1つに融合し、1つの中性子を放出する。

重い原子核は、2つの異なる原子核の核融合反応により形成され、おおまかに、2つの原子核の質量の差が大きいほど、反応の可能性は高くなる。重い方の原子核を持つ物質を標的とし、軽い原子核の粒子線を照射することで、2つの原子核が十分に接近すると、1つの原子核への融合が起こりうる。通常、陽電荷を持つ2つの原子核は、クーロンの法則により互いに反発する。原子核同士が非常に近づくときのみ、強い相互作用がこの反発力に打ち克つ。そのため、粒子線となる原子核の速度を、この反発力が無視できる程度まで、加速器で加速する必要がある。ただし、2つの原子核が融合するためには、2つの原子核が単に近づくだけでは不十分である。2つの原子核が近づいただけでは、通常、1つの原子核に融合するのではなく、10-20秒間だけ一緒に留まった後、離れていく（この時、反応前と同じ構成とは限らない）。核融合が起こる場合、複合核と呼ばれる一時的な融合状態が励起状態となる。励起エネルギーを失い、より安定な状態に達すると、複合核は核分裂反応を起こすか、1つまたはいくつかの原子核の核破砕反応を起こして、エネルギーを持ち去る。この事象は、最初の衝突の約10-16秒後に起こる
粒子線が標的を通り過ぎると、次のチェンバーであるセパレーターに移送される。新しい原子核ができていると、この粒子線により運ばれる。セパレーターでは、生成した原子核は他の原子核（粒子線の原子核やその他の反応生成物）から分離され、表面障壁型半導体検出器に運ばれる。粒子はそこで停止し、検出器上での正確な衝突位置とそのエネルギー、到達時間が記録される。移送には約10-6秒を必要とし、検出までに原子核はこの長時間を生き残る必要がある。崩壊が起こると、原子核の位置、エネルギー、崩壊時間が再度記録される。
原子核の安定性は、強い相互作用によってもたらされる。しかしそれが及ぶ範囲は非常に短く、原子核が大きくなるほど、最外殻の核子（陽子と中性子）が強い相互作用から受ける影響は小さくなっていく。同時に、陽子間の静電反発により原子核は引き裂かれ、これは範囲の制約がない。そのため、重元素の原子核は、このような反発によるアルファ崩壊や自発核分裂のようなモードが主要な崩壊過程になると理論的に予測されており、これまで実際の観測もそれを裏付けてきた。このような崩壊モードは、超重元素の原子核には支配的なものである。アルファ崩壊は、放出されたアルファ粒子により記録され、崩壊生成物は実際の崩壊前に容易に決定できる。一度の崩壊や連続した崩壊により既知の原子核が生成されると、計算により反応の出発点となる原子核が決定できる。しかし、自発核分裂では生成物として様々な原子核が生じ、そのため、娘核からは、出発点となる原子核が決定できない。
重い元素を合成しようとする物理学者が得られる情報は、このように検出器により収集される、粒子が検出器に衝突した距離、エネルギー、時間と、崩壊の際の同様の情報となる。物理学者はこのデータを分析し、これが新元素によって引き起こされたものであり、他の核種により引き起こされたものではないと結論付けようとする。しばしば、得られたデータは、新元素の生成を確定するには不十分なものであったり、解釈の誤りの元となりうる。

## 歴史

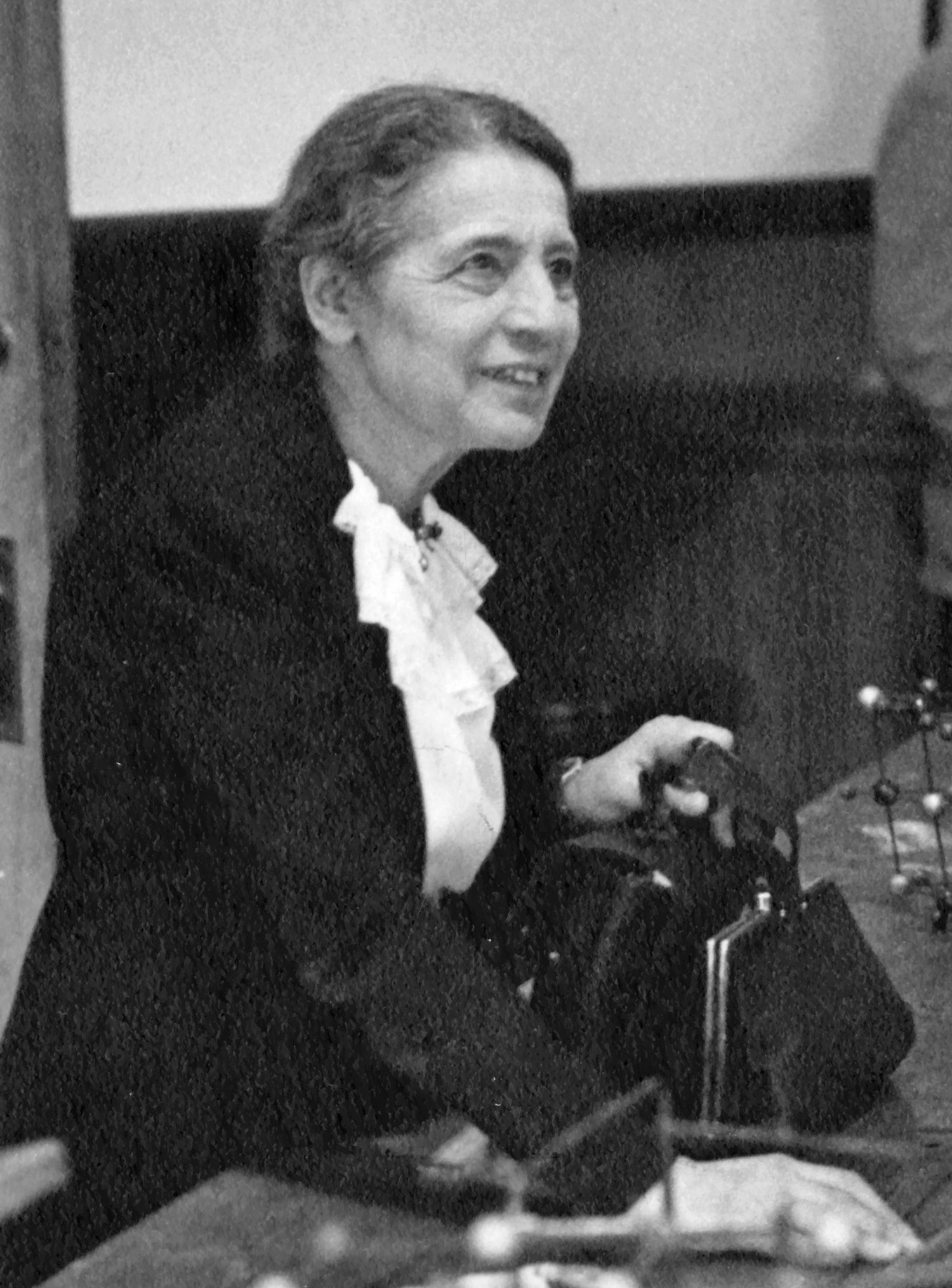
核分裂の発見者の1人であるリーゼ・マイトナーの名前に因んで命名された。

### 発見
1982年8月29日にペーター・アルムブルスターとゴットフリート・ミュンツェンベルクが率いる重イオン研究所のドイツの研究チームによって初めて合成された。チームは、ビスマス209の標的に鉄58の加速した原子核を照射し、マイトネリウム266の1つの原子核を検出した。
20983Bi + 5826Fe → 266109Mt + 10n
3年後、当時ソビエト連邦のドゥブナ合同原子核研究所(JINR)において確認された。

### 命名
ドミトリ・メンデレーエフによる未命名・未発見元素の命名規則により、109番元素は、エカイリジウムとして知られていた。1979年、国際純正・応用化学連合(IUPAC)は勧告を出し、それにより109番元素は発見が確定し正式に命名されるまでの間、ウンニルエンニウム（記号：Une）と呼ばれることになった。この名前は、化学の授業からより上級の教科書まで、あらゆるレベルの化学コミュニティで広く使われているが、この分野の多くの科学者からはほぼ無視されており、「元素109」と呼ばれたり、E109、(109)または単に109という記号で表される。
原子番号104番から109番の元素は、w:Transfermium Warsと呼ばれる命名を巡る議論の中にあったが、マイトネリウムについては、唯一の提案であり、議論にはならなかった。この名前はオットー・ハーンとともにプロトアクチニウムを発見し、核分裂の発見者の1人でもあるオーストリアの物理学者リーゼ・マイトナーの名前に因んで、1992年9月に重イオン研究所のチームが提案したものである。国際純正・応用化学連合は、1994年にこの名前を勧告し、1997年に正式に認定した。この元素は、実在の女性の名前に因む唯一の元素である（キュリウムは、ピエール・キュリーとマリー・キュリーの2人の名前に因んだものである）。

## 同位体
マイトネリウムは安定な同位体や天然に生成する同位体を持たない。いくつかの放射性同位体が、より軽い原子核の融合かより重い原子核の崩壊により、研究室内で合成されている。原子量が266、268、270、274-278（268と270は未確定の準安定状態）の8個の同位体が報告されている。原子量282の9つ目の同位体は存在が未確定である。これらの崩壊の大部分はアルファ崩壊によるものであるが、自発核分裂するものもいくつかある。

### 安定性と半減期
全てのマイトネリウム同位体は非常に不安定で放射性が高い。一般的に、より重い同位体であるほどより安定性が高い。最も安定な既知の同位体は、既知の最も重い同位体でもある278Mtであり、半減期は4.5秒である。未確定の282Dsはより重く、67秒とより長い半減期を持つと推測される。276Mtと274Mtの半減期は各々0.45秒と0.44秒である。残り5つの同位体の半減期は、1-20ミリ秒の間である。
293Tsの最終崩壊生成物として2012年に初めて合成された277Mtは、半減期5ミリ秒で自発核分裂するのが観測された。予備的なデータ分析により、この核分裂が、277Hsに由来する可能性があることが考えられた。この原子核もやはり数ミリ秒の半減期を持ち、崩壊系列のどこかの段階で、未検出の電子捕獲に続いて生成される可能性があるためである。後に、281Dsと281Rgの崩壊エネルギー及び277Mtの半減期の短さから、この可能性は非常に低いと判断されたが、未だ確実ではない。それにも関わらず、277Mt及び277Hsの半減期が短い核分裂は、N = 168-170 の超重原子核の不安定領域を強く示唆している。この領域の存在は、N = 162 の変形閉殻とN = 184 の球形閉殻の間の核分裂障壁の高さの減少が特徴で、理論モデルと合致している。

## 予測される性質
核特性を除き、マイトネリウム及びその化合物の性質は測定されていない。これは、合成が非常に限られており、また高価なことと、非常に速く崩壊するためである。金属マイトネリウムの性質は、予測値のみが利用可能である。

### 化学的性質
マイトネリウムは、6dブロックの7番目の遷移元素である。イオン化ポテンシャルや原子半径、イオン半径の計算は、より軽いホモログであるイリジウムと類似しており、そのため、マイトネリウムの基本的な性質は第9族のコバルト、ロジウム、イリジウムと類似していることが示唆される。貴金属であると予測されている。
マイトネリウムの化学的性質の予測は、最近あまり関心を持たれていない。標準電極電位は、Mt3+ / Mt対に対して0.8 Vと予測される。より軽い第9族元素の最も安定な酸化状態に基づき、マイトネリウムの最も安定な酸化状態は+6、+3と+1であり、水溶液中では+3の状態が最も安定であると予測される。対照的に、ロジウムやイリジウムの最大酸化状態は+6で、最も安定な状態はイリジウムで+4及び+3、ロジウムで+3である。[IrO4]+中にのみ存在するイリジウムの+9の酸化状態は、[IrO4]+ほど安定ではないものの、九フッ化物(MtF9)や陽イオン[MtO4]+の形で、同族元素であるマイトネリウムでも存在しうると考えられる。マイトネリウムの四ハロゲン化物もイリジウムのものと類似した安定性を持つと予測され、そのため、安定な+4の参加状態を持つと考えられる。さらに、ボーリウム（原子番号107）からダームスタチウム（原子番号100）までの元素の最大の酸化状態は、水溶液ではなく気相で安定すると予測される。

### 物理学的性質
標準状態では固体で、イリジウムと同様に面心立方格子に結晶化すると考えられる。実測された中で最も密度が高いオスミウムの22.61 g/cm3に対し、密度が約27-28 g/cm3と非常に重い金属である。これは、既知の118個の元素の中で最も大きい値である。また、常磁性であると予測されている。
共有結合半径はイリジウムよりも6-10 pm大きいと予測されており、原子半径は約128 pmと予測される。

## マイトネリウムに関する実験
マイトネリウムは、化学的性質が調査されていない、周期表上で最初の元素である。同位体の半減期が短く、小規模での実験が可能な揮発性化合物の数が限られているため、化学的性質はまだはっきりとは分かっていない。十分な揮発性を持つ可能性がある数少ないマイトネリウムの化合物には、60℃以上で揮発性を持つ
六フッ化イリジウム(IrF6)のアナログである六フッ化マイトネリウム(MtF6)がある。また、揮発性を持つ八フッ化物(MtF8)も存在できる可能性がある。超アクチノイド元素の化学研究のためには、半減期が1秒以上、1週間に1原子以上の合成速度で、少なくとも4原子以上の合成が必要となる。最も安定な278Mtの半減期は4.5秒であり、化学研究を行うのに十分な長さを持つが、統計的に有意な結果が得られるよう、実験を数週間から数か月続けるために、合成速度を上げる必要がある。重い元素の収量は軽い元素よりも少ないと予測されるため、気相及び溶液内の化学実験を自動化されたシステムで行うためには、ダームスタチウム同位体の分離と検出を連続して行うことが必要である。このために、ボーリウムやハッシウムの合成で使われた分離技術を再利用することができる。しかし、コペルニシウムからリバモリウムまでのより重い元素と比べて、マイトネリウムの実験化学に対する関心は高くない。
ローレンス・バークレー国立研究所は、2002-2003年にかけて、不安定核領域の魔法数である162個の中性子を持ち、化学実験を行うのに有望な271Mtの合成を試みた。その半減期は数秒と予測され、化学実験を行うのに十分な長さであった。しかし、271Mtは検出されず、この同位体は現在でも知られていない。
超アクチノイド元素の化学的性質を決定する実験では、その元素の化合物を、より軽い同族元素と比較する必要がある。例えば、ハッシウムの化学的性質では、酸化ハッシウム(VIII)とこのアナログとなるオスミウム化合物の酸化オスミウム(VIII)を比較する。マイトネリウムの化学的性質決定の前段階として、重イオン研究所は、ロジウム化合物である酸化ロジウム(III)と塩化ロジウム(III)の昇華を試みた。しかし、酸化物では1000℃まで、塩化物では780℃まで、目で見える量の昇華は起こらず、炭素エアロゾル粒子ができるだけだった。超重元素の化学的性質を調べるのに現在用いている方法は500℃を超えると作動しないため、この温度は、マイトネリウムに用いるには高すぎる温度だった。
2014年にシーボーギウムのヘキサカルボニル化に成功すると、第7族元素から第9族元素の安定した遷移金属を用いた研究が行われ、カルボニルの形成を用いて、ラザホージウムからマイトネリウムまでの6d遷移金属の化学的性質をさらに調べることができることが示唆された。それにも関わらず、各々294Tsと288Mcの崩壊連鎖で生成される可能性のある278Mtと276Mtは、化学研究を行うのに十分な長寿命ではあるものの、半減期が短く合成が難しいという課題のため、マイトネリウムの化学的性質を調べるのは難しい。テネシンは標的として希少で半減期の短いバークリウムを必要とすることから、276Mtの方がより適していると考えられる。278Nhの崩壊鎖の中でみられる同位体270Mtも、十分な長さの半減期を持つと考えられるが、直接合成の方法と崩壊特性のより正確な測定が必要である。

## 関連文献
- Audi, G.; Kondev, F. G.; Wang, M. et al. (2017). “The NUBASE2016 evaluation of nuclear properties”. Chinese Physics C 41 (3):  030001. Bibcode: 2017ChPhC..41c0001A. doi:10.1088/1674-1137/41/3/030001.
- Beiser, A. (2003). Concepts of modern physics (6th ed.). McGraw-Hill. ISBN 978-0-07-244848-1. OCLC 48965418
- Hoffman, D. C.; Ghiorso, A.; Seaborg, G. T. (2000). The Transuranium People: The Inside Story. World Scientific. ISBN 978-1-78-326244-1
- Kragh, H. (2018). From Transuranic to Superheavy Elements: A Story of Dispute and Creation. Springer Science+Business Media. ISBN 978-3-319-75813-8
- Zagrebaev, V.; Karpov, A.; Greiner, W. (2013). “Future of superheavy element research: Which nuclei could be synthesized within the next few years?”. Journal of Physics: Conference Series 420 (1):  012001. arXiv:1207.5700. Bibcode: 2013JPhCS.420a2001Z. doi:10.1088/1742-6596/420/1/012001. ISSN 1742-6588.